# 10988 Feinstein
10988 Feinstein (tên chỉ định: 1968 OL) là một tiểu hành tinh vành đai chính. Nó được phát hiện từ Đài thiên văn Félix Aguilar ở Argentina ngày 28 tháng 7 năm 1968. Nó được đặt theo tên Alejandro Feinstein, một nhà thiên văn học ở Đài thiên văn La Plata.